# Saint-Pierre-des-Arcis
Saint-Pierre-des-Arcis var en kyrkobyggnad i Paris, helgad åt den helige aposteln Petrus. Kyrkan var belägen vid dagens Rue de Lutèce på Île de la Cité i fjärde arrondissementet. Kyrkans tillnamn ”Arcis” härleds ur latinets acisterium, en etymologisk förvrängning av asceterium, ”asketboning” eller ”kloster”.

## Historia
Kyrkan grundades år 926. Den restaurerades och ombyggdes flera gånger under seklens lopp.
I samband med franska revolutionen stängdes kyrkan år 1791 och dekonsekrerades. Saint-Pierre-des-Arcis nedrevs år 1797.

## Bilder
| - Saint-Pierre-des-Arcis på Delagrives karta över Paris. |